# Mericisca munda
Mericisca munda là một loài bướm đêm trong họ Geometridae.